# Кировская областная библиотека имени А. И. Герцена
Ки́ровская государственная универсальная областная научная библиотека имени А. И. Ге́рцена (Ге́рценка) — центральная государственная библиотека Кировской области, одна из крупнейших (15-е место) и старейших библиотек России.
Имеет статус особо ценного объекта культурного наследия Кировской области, находится в особом режиме охраны и использования.
Является получателем обязательного экземпляра всей печатной продукции Кировской области.

## История

### Царская Россия

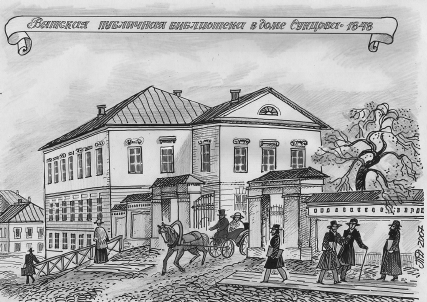
Библиотека в доме Сунцова в 1848 году.

В 1830 году по предложению президента Вольного экономического общества Мордвинова Николая Семёновича выходит циркуляр правительства об учреждении в губернских городах России общественных библиотек. Денег на финансирование этой инициативы государство не выделило, так как существование библиотек предполагалось за счёт частных пожертвований и платы за чтение. Среди вятских жителей было собрано 418 рублей на учреждение публичной библиотеки, однако её открытие так и не состоялось.
9 апреля 1836 года у вятского губернатора Кирилла Яковлевича Тюфяева прошло совещание по вопросам учреждения библиотеки, в результате был создан попечительский совет по организации библиотеки во главе с титулярным советником В. Я. Титовым. В помощники к нему был определён Александр Герцен, отбывающий на Вятке ссылку с 1835 года. Герцен лично составил и разослал множество обращений к жителям Вятки с просьбой о помощи книгами и деньгами. Первым откликнулся яранский купец К. В. Беляев, знакомый Герцена. Он прислал для библиотеки 70 книг и 1000 рублей. Всего было собрано около 11 тысяч рублей и 399 книг.
6 декабря (18 декабря) 1837 года в помещении Благородного собрания состоялось торжественное открытие Вятской публичной библиотеки, фонд которой к тому времени составил 1313 томов. На открытии Герцен произнёс знаменитую речь о роли книги и библиотеки в истории человечества, впоследствии напечатанную в Кировской типографии в количестве 100 экземпляров и ставшую первым литературным изданием на Вятке. Согласно правилам библиотеки, пользование книгами было бесплатным, однако для получения книг на дом необходимо было вносить залог, либо плату в размере 25 рублей в год.
Собственного здания библиотека не имела, располагалась в частных помещениях. После отъезда Герцена, библиотекарем стал его друг, преподаватель местной гимназии А. Е. Скворцов. Так как библиотека существовала только за счёт частных пожертвований, обновления фонда происходили редко, и скоро она пришла в упадок.
В октябре 1861 года, на волне начавшегося в России культурного подъёма было принято решение библиотеку возродить. Вятский губернатор М. К. Клингенберг писал:
Стыдно и грешно оставлять библиотеку в том положении, до которого она дошла в последнее время, а ещё более стыдно будет совсем закрыть, когда потребность к чтению в публике с каждым годом всё более и более возрастает.
На должность распорядителя по устройству дел библиотеки назначается Пётр Владимирович Алабин. Он лично рассылал подписные листы с призывами о пожертвовании к частным организациям и общественности, устраивал лотереи, концерты и литературные вечера в пользу библиотеки.
20 марта 1862 года библиотека возобновила свою работу. Сильно пополнены фонды как современными, так и классическими произведениями. Для библиотеки были выписаны почти все русские периодические издания, а позднее и такие журналы как «Современник», «Отечественные записки», «Русское слово», «Русский вестник». В 1863 году для библиотеки был приобретён дом купца А. Ф. Машковцева на улице Копанской (современный центральный корпус). Нанят штатный библиотекарь. В газете «Вятские губернские ведомости» стала печататься «Летопись Вятской публичной библиотеки». Алабиным был составлен и издан первый печатный «Каталог Вятской публичной библиотеки», а 3 февраля 1866 года по его инициативе в библиотеке был открыт музей.
После отъезда Алабина из Вятки, положение библиотеки ухудшилось. Для её содержания приходилось сдавать часть помещения под жилые квартиры. Из-за экономических трудностей в 1874 году Вятскому земству был продан библиотечный музей. Сократилось поступление книг и периодики, уменьшилось число подписчиков.
В 1898 году по ходатайству местных властей, библиотека стала носить имя Николая II с его личного согласия.
В 1908 году к управлению библиотекой приступил Александр Николаевич Луппов. Его стараниями библиотеке было выделено 3000 рублей правительственного пособия, крупные пожертвования были также сделаны пермским купцом Николаем Васильевичем Мешковым. Были обновлены фонды, увеличилось количество читателей и выданной литературы (с 9072 экземпляров в 1909 году до 39 159 экземпляров в 1916). При непосредственном участии Луппова был открыт первый в России Местным отдел (ныне, отдел краеведческой литературы).

### Советская Россия

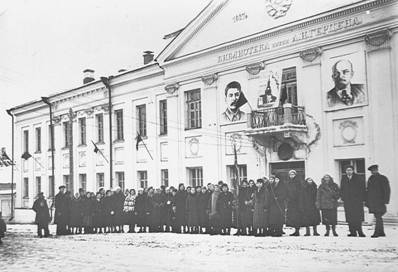
Митинг у библиотеки.

В 1917 году по просьбе жителей Вятки постановлением Вятского исполнительного комитета библиотеке присвоено имя А. И. Герцена.
В ознаменование русской революции, в первый праздник свободного народа, присвоить Вятской публичной библиотеке имени Николая I наименование “Вятская публичная библиотека имени Александра Ивановича Герцена”, основателя её и борца за свободу.
А в январе 1918 года первый губернский съезд Советов объявил Вятскую публичную библиотеку имени Герцена национальным достоянием. В городе прошла национализация книг учреждений, организаций и учебных заведений, прекративших своё существование, библиотеке были переданы фонды Вятской учёной архивной комиссии, статистического комитета, мужской гимназии и многих других.
В 1919 году вышел первый номер журнала «Листок библиотекаря Вятского края», ставшего первым провинциальным библиотечным изданием в России. В этом же году библиотека получила статус научной и поступила в ведение Наркомпроса РСФСР, став центральной губернской библиотекой. С августа 1919 года по постановлению губернского исполнительного комитета в библиотеку начал поступать бесплатный обязательный экземпляр всех местных печатных изданий, а с 1922 года — всей книжной продукции РСФСР. Также в библиотеке была проведена реорганизация — введена карточная каталогизация, классифицирован книжный фонд.
В 1924 году организован «Музей книги» с русским и иностранным отделами, где сосредоточены рукописи и редкие книги XVI—XVIII веков. 19 декабря 1929 года состоялось открытие большого читательского зала на 450 мест. В октябре 1934 года открыт межбиблиотечный абонемент. С этого времени начинает формироваться книжный фонд абонемента, выделенный впоследствии в отдельное структурное подразделение. 1 марта 1936 года абонемент стал доступен всем жителям города. В апреле 1935 года было открыто специальное отделение для слепых, позже выделенное в специальную библиотеку для слепых.
С 1942 года по распоряжению председателя наркома просвещения РСФСР Владимира Петровича Потёмкина библиотека через валютный фонд стала получать периодические иноязычные издания из Великобритании и США.

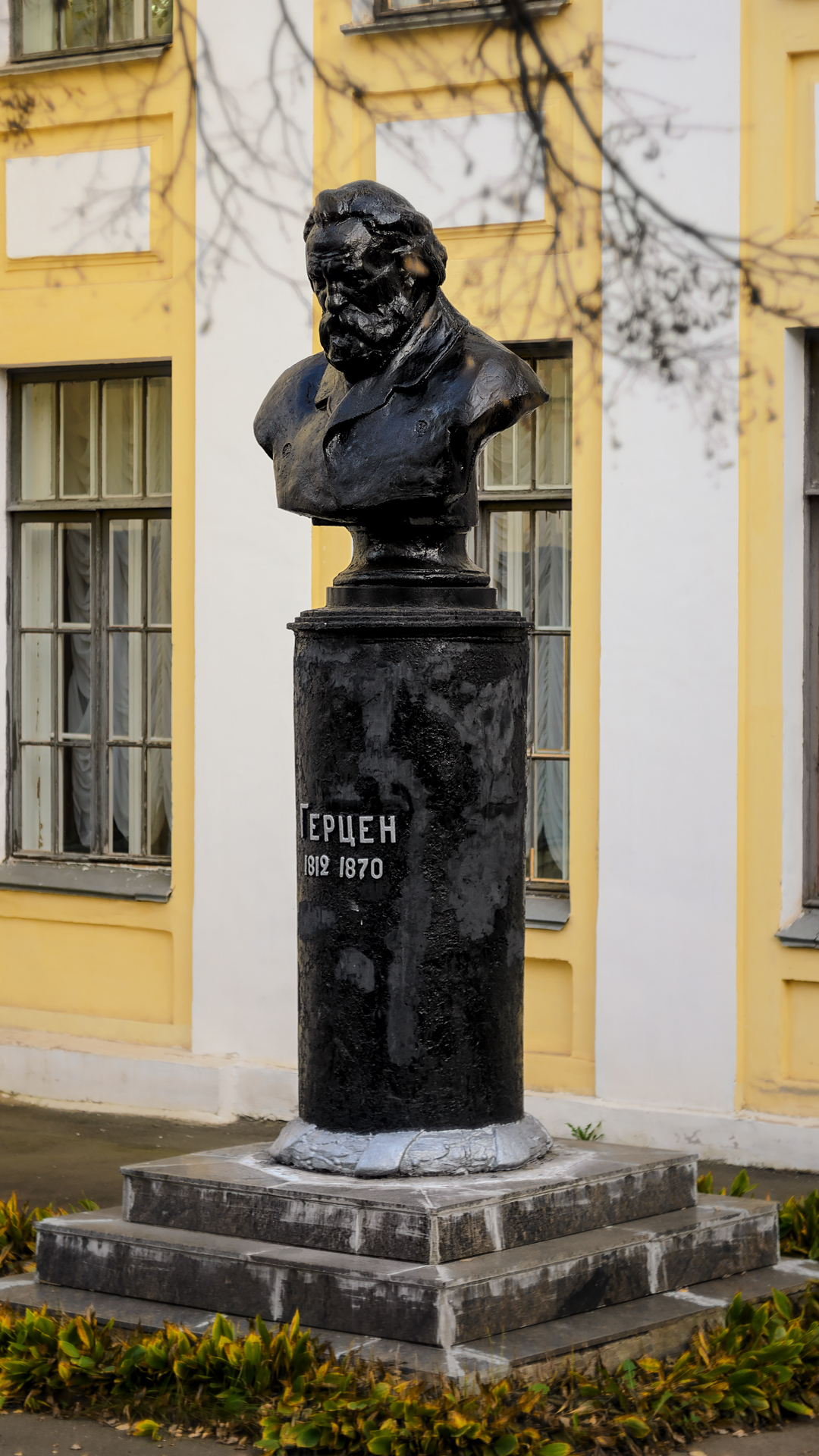
Памятник Герцену у здания библиотеки

В годы Великой Отечественной войны Киров, находящийся в тылу, принял огромное количество эвакуированных учреждений и предприятий, в основном из Москвы и Ленинграда. Библиотека стала центром культурной и научной деятельности крупных учёных и деятелей культуры. В ней выступали с лекциями академики Евгений Викторович Тарле, Константин Михайлович Быков, писатели Анатолий Борисович Мариенгоф, Борис Андреевич Лавренёв, Евгений Львович Шварц, Евгений Иванович Чарушин, давали концерты пианист Генрих Нейгауз, артисты Ленинградского Большого драматического театра им. М. Горького, хоровой академической капеллы и т. д. При библиотеке был открыт воскресный народный университет Наркомпроса РСФСР.
В 1943 году библиотека заняла первое место среди областных библиотек России. В 1944—1945 годах удерживала переходящее Красное знамя Наркомпроса России и ЦК профсоюза. Более 30 работников награждены медалью «За доблестный труд в Великой Отечественной войне 1941—1945 годов», значками «Отличник народного просвещения», занесены в Книгу Почёта Наркомпроса РСФСР.
31 октября 1948 года у здания библиотеки был открыт памятник А.И. Герцену работы кировского скульптора В. С. Рязанцева, выполненный методом чугунного литья. Постаментом этому памятнику послужил переработаный постамент от памятника Александру III, уничтоженный вместе с Александро-Невским собором в 1937 году.
В 1957 году на базе Детского отдела Герценки была открыта Областная детская библиотека им. А. С. Грина. В 1960 году завершено строительство нового 7-ярусного книгохранилища и реконструкция старого здания библиотеки.
В 1967 году библиотека стала участницей ВДНХ, награждена дипломом «Лучшая библиотека РСФСР». В 1969 году состоялись первые Салтыковские чтения, посвящённые жизни и деятельности писателя М. Е. Салтыкова-Щедрина, отбывавшего с 1848 по 1856 год ссылку в Вятке (в ноябре 2006 года состоялись Десятые Салтыковские чтения).
В 1974 году библиотеке была вручена Почётная грамота Верховного совета СССР. В 1977 году библиотека утверждена межобластным депозитарием малоиспользуемой литературы библиотек Кировской области и Марийской АССР. 22 декабря 1977 года состоялись первые Герценовские чтения, посвящённые литературному наследию А. И. Герцена, его пребыванию в вятской ссылке, истории российской провинции, культурным связям Вятки и многому другому (в апреле 2007 года состоялись Девятые Герценовские чтения). В 1987 году в связи со 150-летием библиотека награждена орденом «Знак Почёта».
В 1988 году состоялись первые Петряевские чтения — межрегиональная научная конференция, посвящённая памяти писателя и учёного Евгения Дмитриевича Петряева (в феврале 2005 года состоялись Восьмые Петряевские чтения).

### Современная Россия
Первый компьютер в библиотеке появился в 1992 году, 1 апреля этого же года был создан отдел автоматизации. В январе 1994 года началась работа по созданию электронного каталога, который на январь 2007 года насчитывал более 365 тысяч записей.
В 1994 году при поддержке Института Гёте открыт Немецкий учебный и культурный центр. В этом же году базовая профсоюзная библиотека имени Горького была реорганизована в филиал Герценки, получив статус Центра семейного чтения, основной работой которого стала помощь семейному воспитанию и семейному чтению. В 1997 году архитектор А. Г. Тинский установил исторический факт: в здании, где ныне располагается библиотека (ул. Герцена, 50), в апреле—мае 1837 года жил Герцен.
В 1998 году библиотека на правах равноправного члена была принята в Вятскую торгово-промышленную палату. В апреле 1999 года состоялась первая выставка «Вятская книга-98», ставшая ежегодной. В 2000 году библиотека стала членом Российской библиотечной ассоциации. В этом же году выходит первый выпуск научно-популярного альманаха «Герценка: Вятские записки». В 2002 году организована Вятская книжная палата, ставшая структурным подразделением Герценки.
В 2006 году библиотека награждена дипломом победителя XXII Всероссийского конкурса научных работ по библиотековедению, библиографии и краеведению за 2004—2005 года в номинации «Лучшая научная работа по краеведению. Библиотечный аспект» и дипломом победителя IV Всероссийского смотра-конкурса работ библиотек по экологическому просвещению в 2005—2006 годах.
26 июня 2007 года библиотеку посетил президент Российского книжного союза Сергей Вадимович Степашин.
В 2009 году Правительством Кировской области принято решение о возведении пристроя к центральному корпусу библиотеки, в котором должен был разместиться филиал Президентской библиотеки имени Б. Н. Ельцина. Здание построено к лету 2011 года, оно позволило объединить в одном здании все отделы библиотеки. Главный вход в библиотеку переместился на улицу Либкнехта. Однако филиал так и не был создан.

## Здания

### Дом П. Г. Аршаулова
В нём библиотека размещалась с открытия в 1837 году и до упразднения Благородного собрания в 1838. Сам дом был построен в 1812—1816 годах купцом Аршауловым по проекту губернского архитектора Михаила Анисимова. В 1837 году дом принадлежал купеческому роду Репиных, которые сдавали его в том числе Благородному собранию. Сейчас в нём расположены Краеведческий музей и Театр на Спасской. Угол этого здания запечатлён в Кировской диораме.

### Дом М. П. Филимоновой
Деревянный дом на каменном фундаменте, стоял на улице Копанской (ул. Герцена), напротив нынешнего здания библиотеки. Принадлежал уездной землемерше Марии Филимоновой. Ныне не сохранился. Из-за высокой арендной платы (300 рублей в год) библиотека находилась в нём всего два года, и в 1841 году снова переехала.

### Дом Аверкия Перминова
Сохранился до наших дней, является памятником архитектуры середины XVIII века. Находится на улице Спасской, 10-а. Принадлежал городскому голове Василию Аршаулову. Дом был построен ещё в 1755 году и находился в ветхом состоянии, поэтому Аршаулов решает от дома избавиться и в 1842 году продаёт его для нужд городского общества.

### Дом А. Суятина
Небольшой дом, был построен женой первого губернского архитектора Пилагеей Росляковой в 1780 году. Ныне не сохранился. Находился на пересечении улиц Спасской и Вознесенской. Принадлежал мещанину Афанасию Суятину. Плата за аренду составляла 400 рублей. Через 4 года библиотека переехала в очередной раз.

### Дом П. Г. Аршаулова
Сохранился до наших дней, находится по адресу пер. Кооперативный, 4. Дом был построен купцом Аршауловым в 1812 году по проекту Анисимова. Также оказался во владении рода Репиных, и также сдавался ими в аренду. Библиотека находилась здесь в 1846—47 годах, потом из-за тесноты помещений была вынуждена съехать.

### Дом С. Сунцова
Сюда библиотека переехала в октябре 1847 года. Дом сохранился до наших дней. Располагается на углу Спасской и Свободы (Царево-Константиновской). Дом был построен в 1843 году, по проекту помощника губернского архитектора И. Т. Соловкина. Библиотека занимала здесь весь бельэтаж за 180 рублей в год.

### Дом И. Я. Ухова
Дом сохранился до наших дней, находится на углу улиц Спасской и Карла Маркса (Владимирской). Был построен в 1817 году купцом И. Я. Уховым по проекту Н. А. Андреевского. В здании размешалось уездное училище, и когда владелец — дирекция народных училищ — решил продать его для размещения детского приюта, библиотека снова переехала.

### Дом Н. Москвитиновой
Был выкуплен для библиотеки на аукционе у наследников мещанки Натальи Москвитиновой за 1425 рублей 19 декабря 1853 года, однако из-за затянувшегося ремонта переехать сюда библиотека смогла лишь в 1856 году. Дом находился на Спасской, 23. До наших дней не сохранился.

### Дом В. Б. Хохрякова
Ныне здание Центрального корпуса библиотеки. Находится на углу улиц Герцена и К. Либкнехта (Копанской и Спенцинской). Было выкуплено Алабиным для библиотеки у купца А. Ф. Машковцева за 3 тысячи рублей серебром, также Машковцеву отошло прежнее здание на Спасской.
Дом был построен в 1793 году по проекту губернского архитектора Ф. М. Рослякова для купца Е. Хохрякова. Неоднократно производилась реконструкция здания для библиотеки, были пристроены большой читальный зал и книгохранилище.

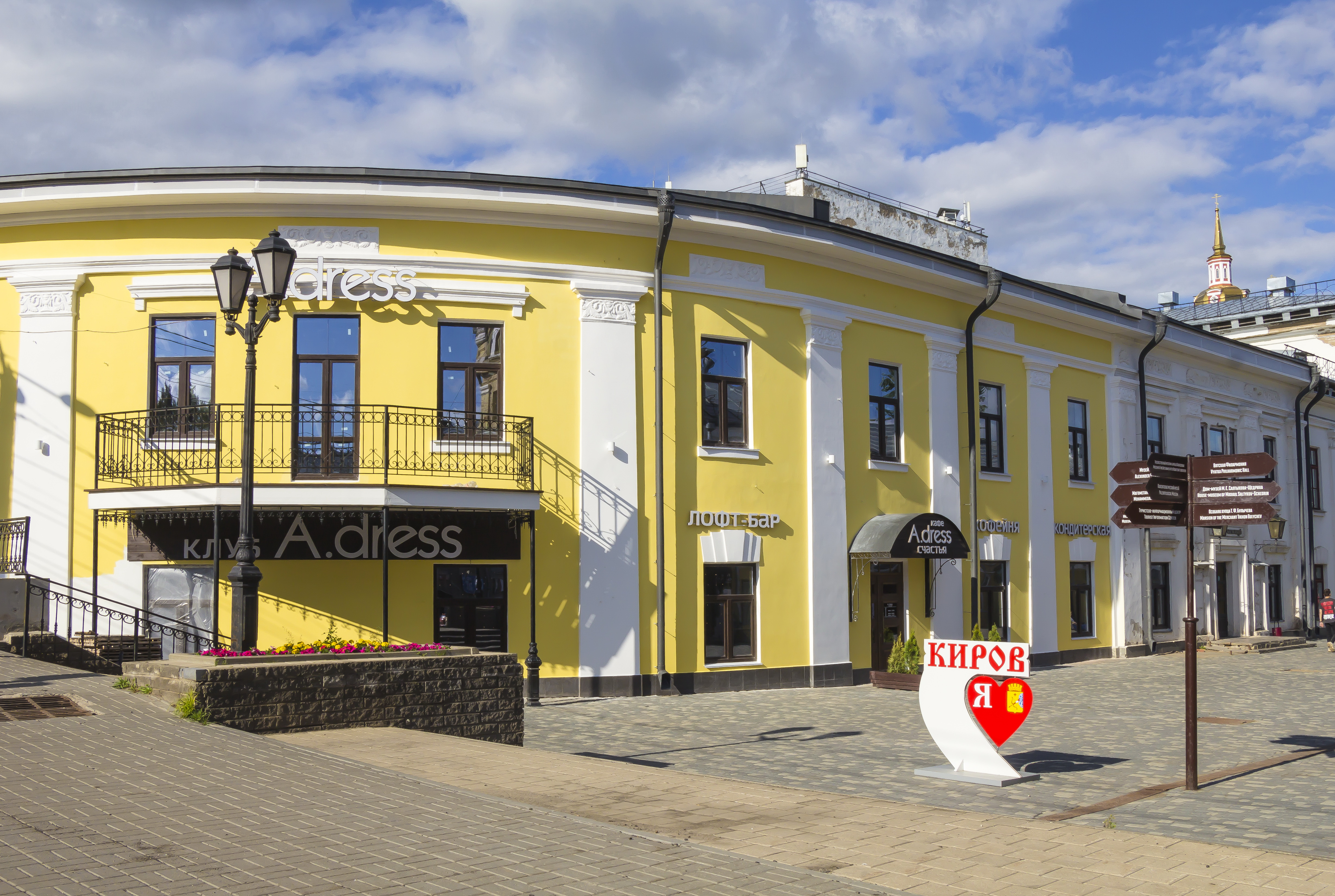
Дом П. Г. Аршаулова, Здание Вятского благородного собрания
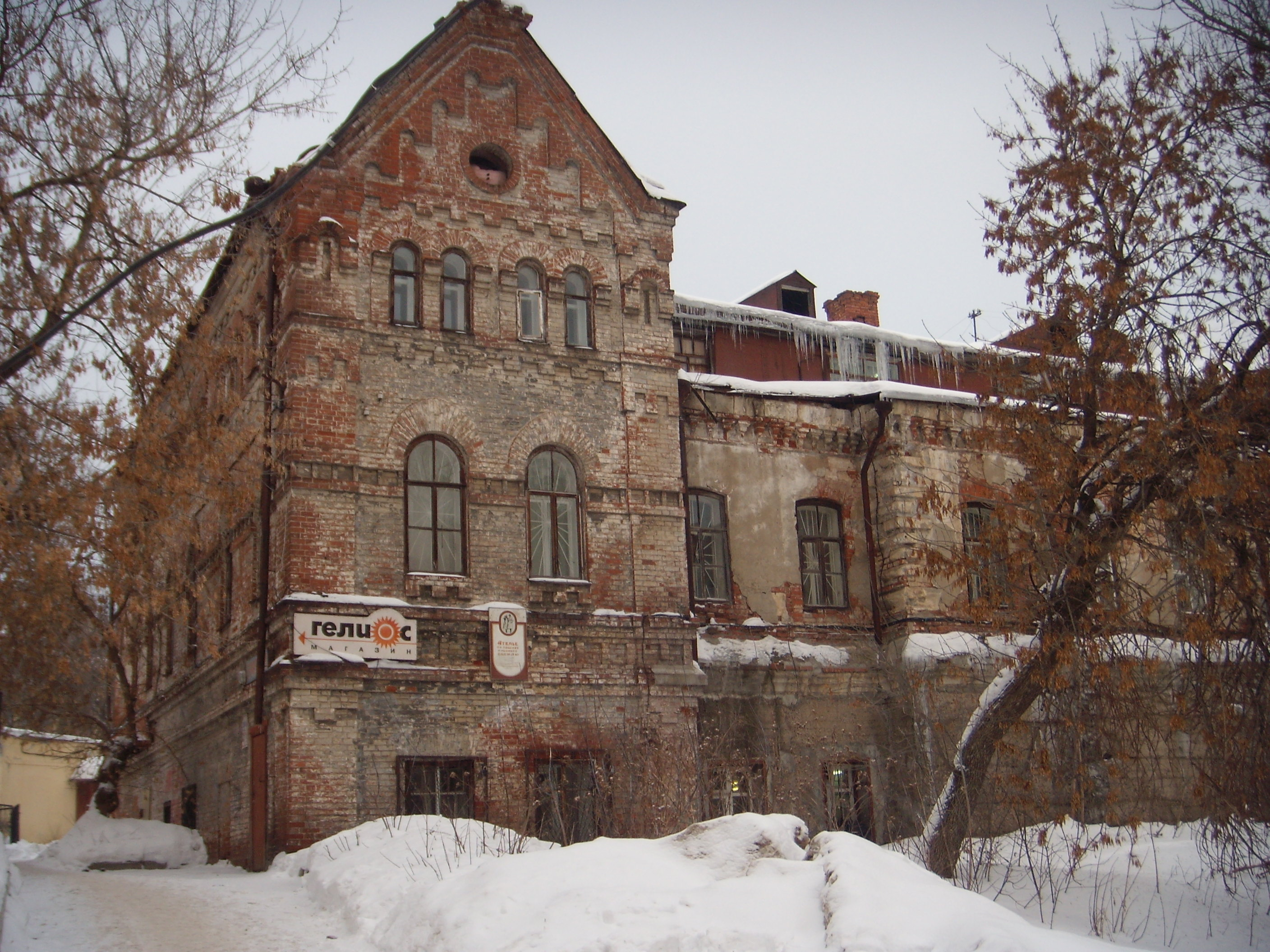
Дом Аверкия Перминова
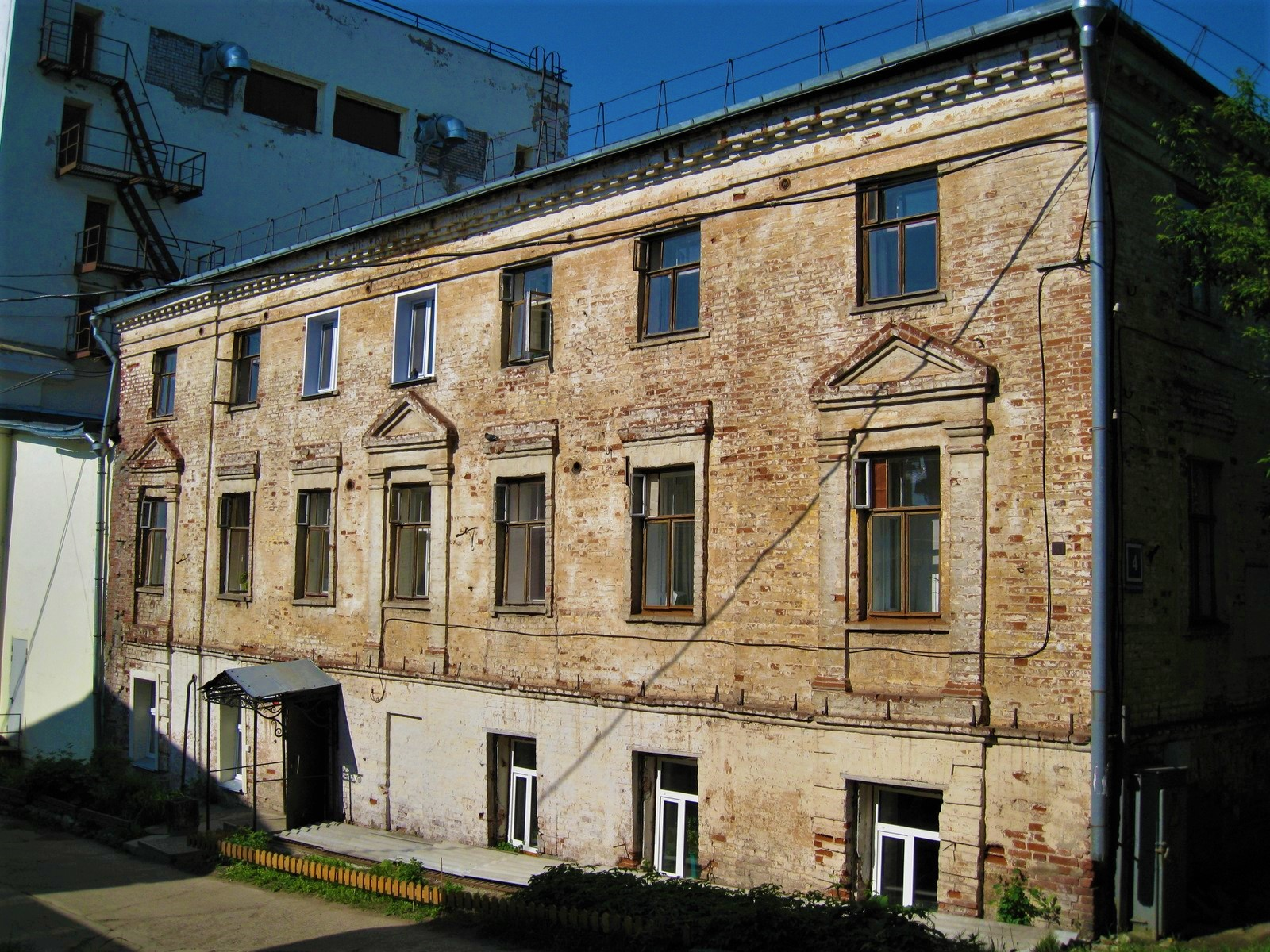
Дом купца Аршаулова
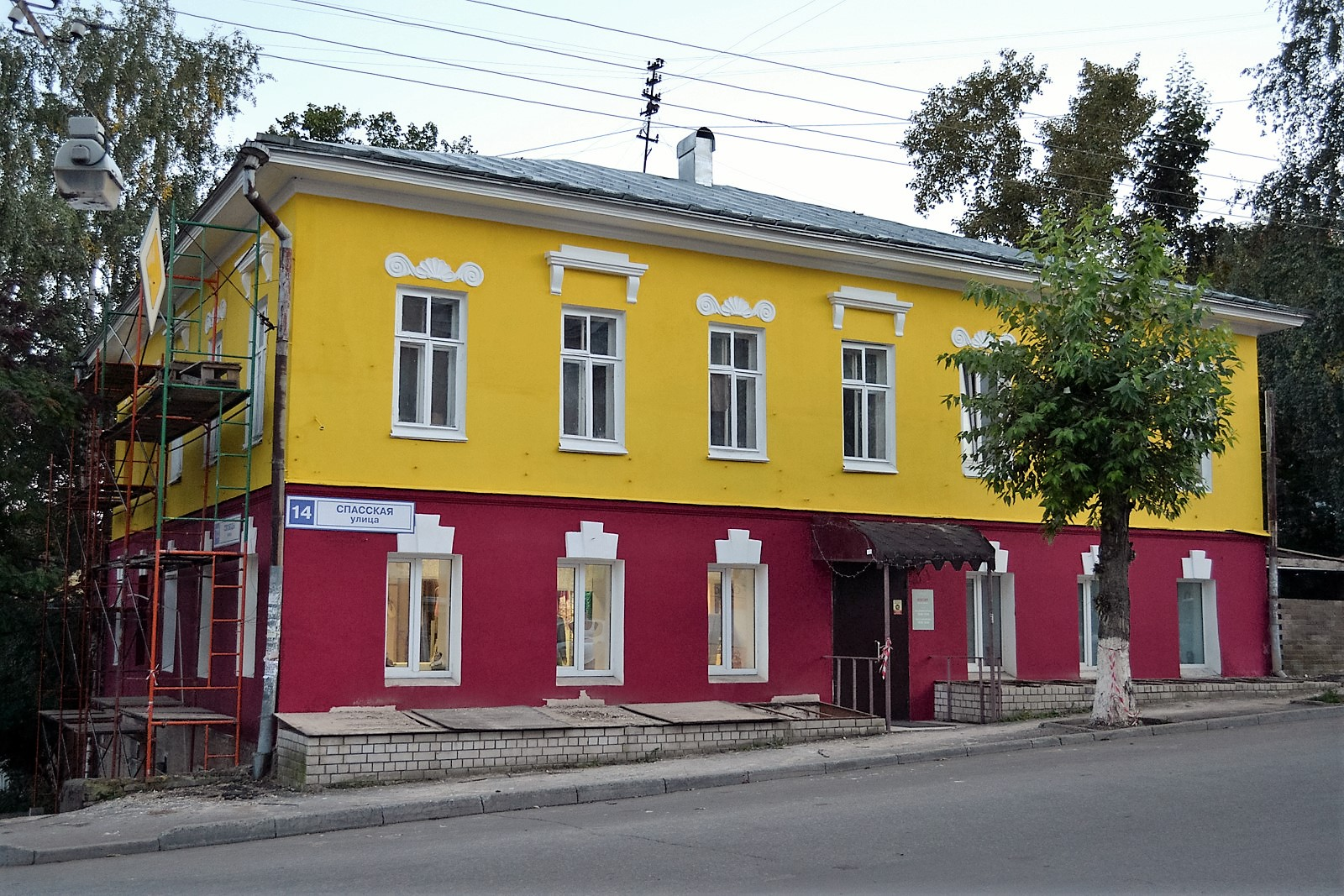
Дом Сунцова
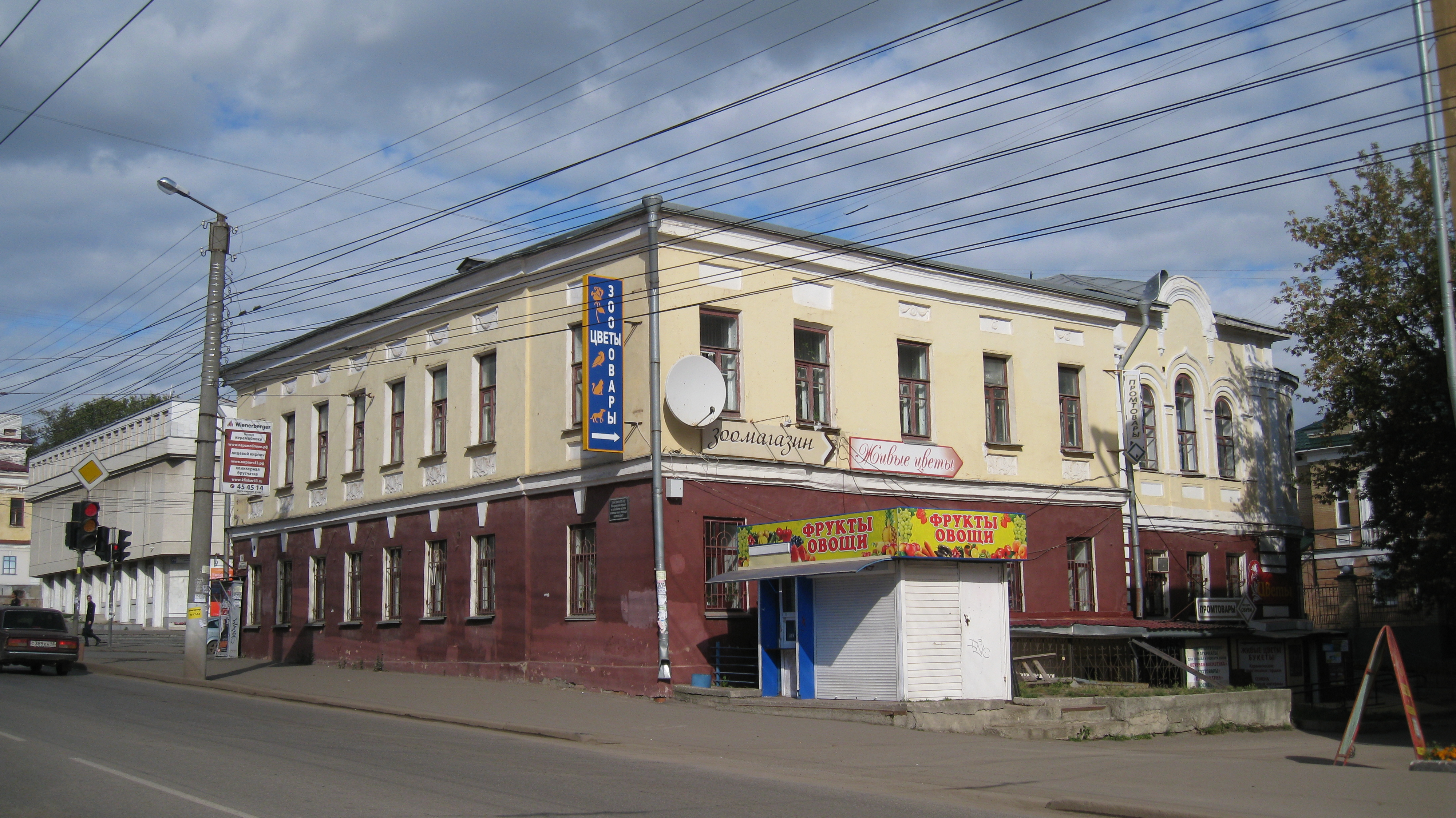
Дом купца Ухова

## Фонды

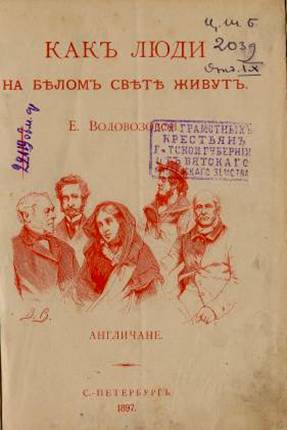
Обложка книги «Как люди на белом свете живут. Англичане.» Водорезова Е. Н. Иллюстрации — Васнецов В. М. 1897 год.

Герценка — одна из крупнейших библиотек России. В её фондах — более 4,2 млн единиц хранения. Это книги, периодические издания, ноты, грампластинки, патенты, спецвиды, электронные издания, издания на иностранных языках и т. д.
Фонд ценных и редких изданий в библиотеке содержит более 46 тысяч книг. Это собрание рукописных книг XVI—XVII веков, западноевропейские старопечатные издания XVI—XVII веков, книги первопечатника Ивана Федорова (в том числе, Острожская библия), уникальные издания краеведческой литературы, коллекция местной печати. Библиотека обладает богатой коллекцией дореволюционных журналов и газет, которая насчитывает более 1000 названий.
Среди них газеты XVIII века «Санкт-Петербургские» и «Московские ведомости», журнал «Современник» за 1836—1866 года (Известно, что первые 4 тома журнала издавал А. С. Пушкин).
Особой гордостью библиотеки является уникальная коллекция краеведческих документов «Память Вятки». Главную ценность коллекции составляют издания XIX — начала XX веков. Среди них настоящие книжные памятники — «Вятская незабудка» (СПб., 1877—1878), «Памятные книжки и календари Вятской губернии» (1854—1916), «Обзоры Вятской губернии» (1870—1916), отчёты Вятского статистического комитета, журнал «Вятские епархиальные ведомости» (1863—1917), газеты «Вятские губернские ведомости» (1838—1917), «Вятская речь» (1908—1917), полные комплекты земских (губернских и уездных) журналов (1867—1917), журналов городских дум (1870—1917), а также карты Вятской губернии до 1917 года, открытки с видами Вятки до 1917 года, рукописи и воспоминания вятских жителей.
Библиотека располагает единственным в области полным комплектом патентов России — 1775919 единиц хранения, в том числе, полной коллекцией патентов на электронных носителях.
== Структура
Библиотека имеет 4 филиала в городе Кирове. Кроме того, как главная библиотека Кировской области, она осуществляет методическое управление библиотечными системами 39 районов области.

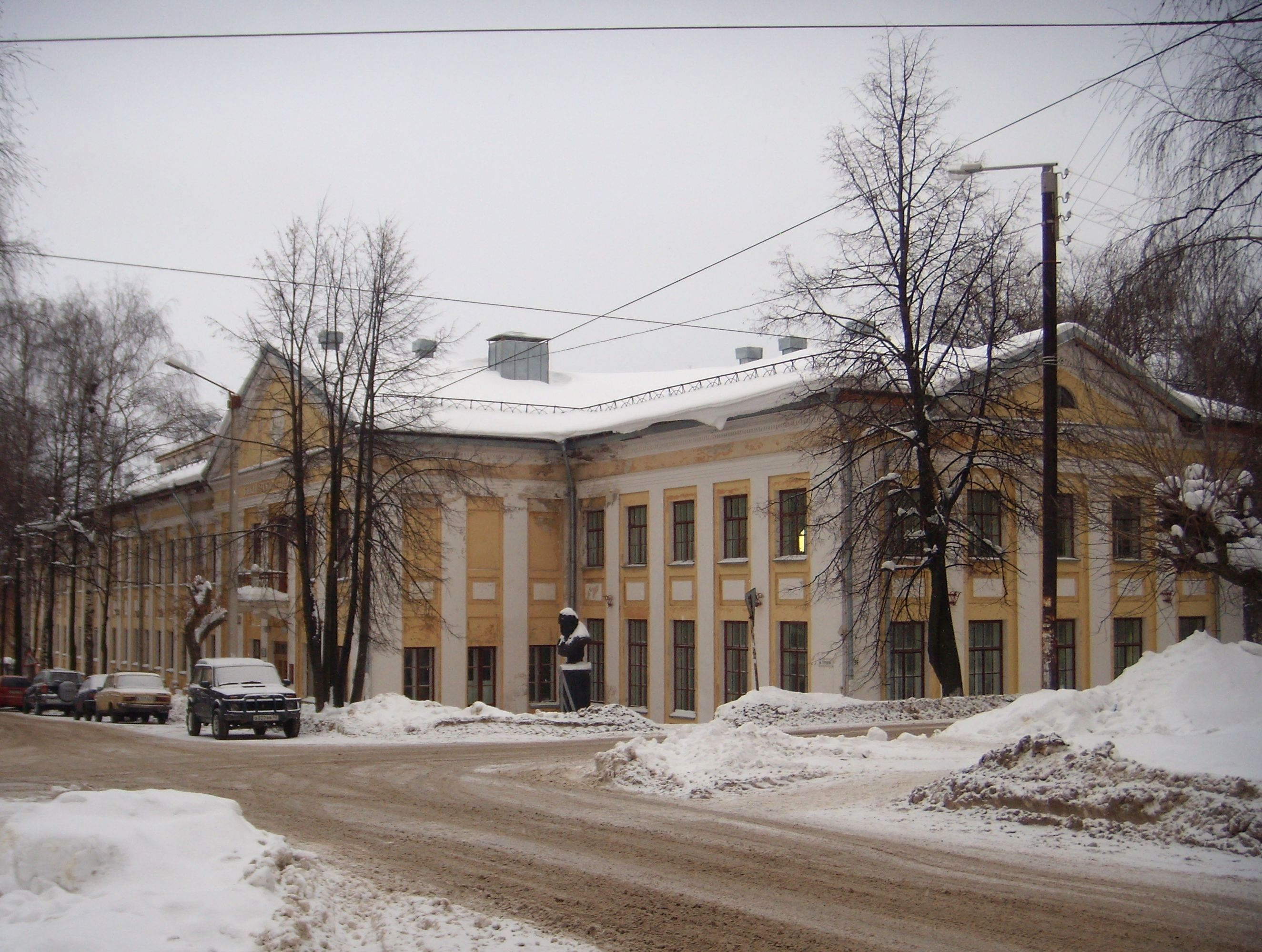
Центральный корпус (дом Хохрякова).

### Вятская книжная палата
Была создана 1 ноября 2002 года как самостоятельное структурное подразделение в библиотеке. Осуществляет сбор и государственную регистрацию обязательного экземпляра документов, вышедших на территории Кировской области. Формирует коллекцию местных изданий «Память Вятки», издает «Ежегодник вятских изданий». Популяризирует вятские издания, организует культурные литературные мероприятия, посвящённые вятской книге.

### Центр экологической информации и культуры
Был открыт в январе 2007 года на базе двух отделов — отдела естественно-научной, сельскохозяйственной и медицинской литературы и научно-методического отдела. Среди задач центра выделяются «воспитание новой культуры отношения к окружающей среде, организация системы экологического просвещения населения в библиотеках региона, предоставление полного, свободного и оперативного доступа к экологической информации всем желающим».

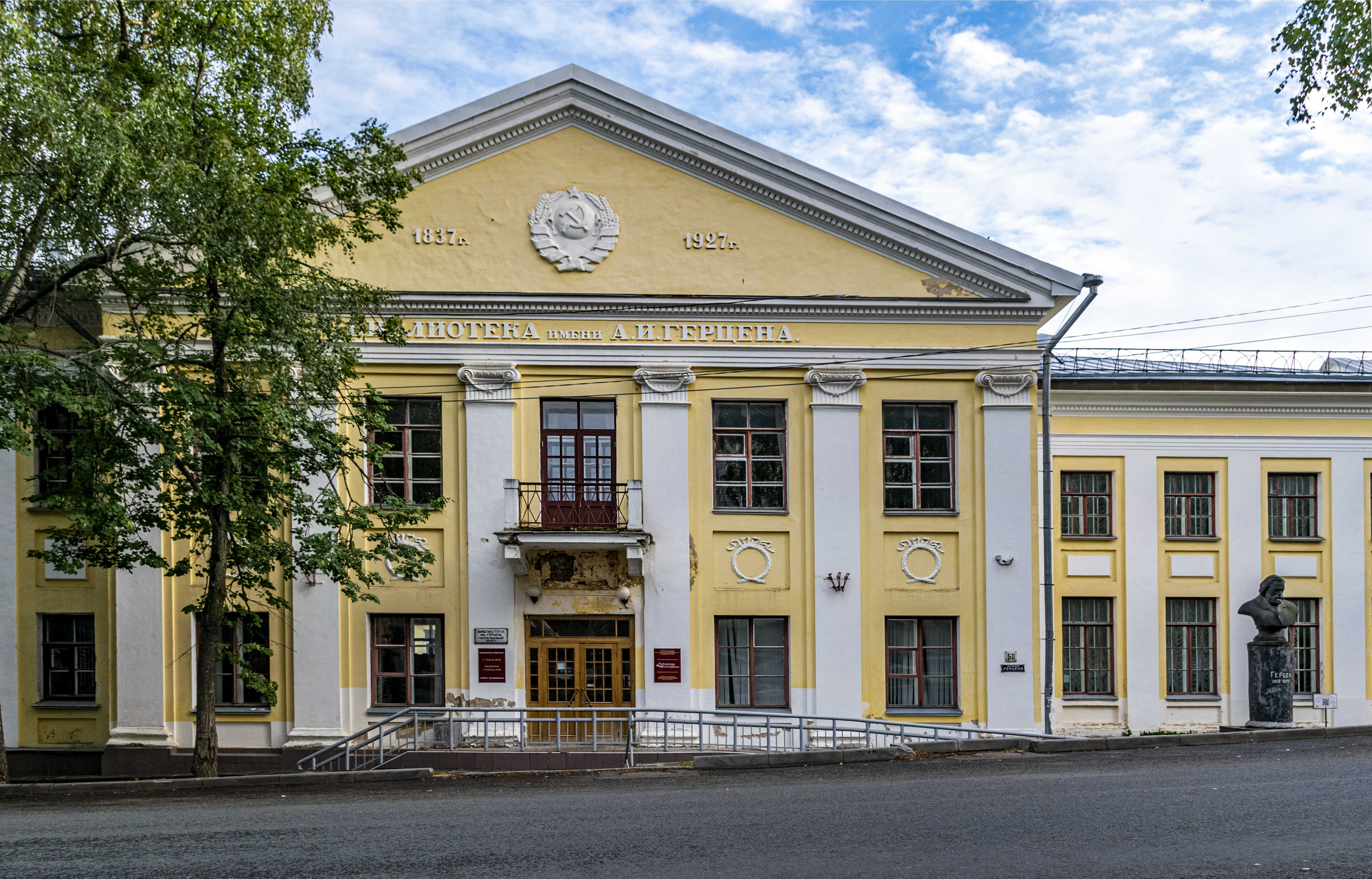
Центральный корпус

Центр дважды (2000—2001 и 2005—2006 годов) побеждал во Всероссийском смотре-конкурсе работ библиотек по экологическому просвещению населения.
Работа ведётся в сотрудничестве с Управлением охраны окружающей среды и природопользования Кировской области, высшими и средними учебными заведениями города, Кировскими отделениями Российского Зелёного креста и Союза охраны птиц России.

### Немецкий учебный и культурный центр
Создан в 1996 году на базе Отдела литературы на иностранных языках при поддержке Института Гёте, Немецкого общества экономических обменов и других организаций. Имеет собственный специализированный фонд. В 1999 году фильм «Воображаемая встреча Гёте и Пушкина в Вятке» (совместный проект центра и ГТРК «Вятка») стал призёром конкурса Министерства иностранных дел Германии и Института Гёте. В центре проходят встречи с преподавателями немецких ВУЗов, представителями немецких фирм, организаций и творческих коллективов. Ведётся трансляция спутниковых каналов немецкоязычных стран.

### Арт-Центр
Арт-Центр (или клуб творческой интеллигенции города) был открыт в 1994 году. Основной задачей центра является налаживание культурных связей в обществе, организация сопутствующих специальных проектов. В рамках центра проводятся литературные и музыкальные вечера, выставки вятских художников и мастер-классы, работает видеосалон и городской фотоклуб.

### Отделы

#### Информационно-библиографический отдел
Как отдельное структурное подразделение был создан в 1924 году. Главная функция — ведение справочно-библиографического аппарата и информационное обслуживание читателей. Фонд отдела насчитывает около 30 тысяч экземпляров, включая универсальные и библиографические указатели, справочники и энциклопедии, словари, сборники законодательства. С конца 1993—начала 1994 годов ведутся работы по созданию электронного каталога библиотечной литературы, который насчитывает уже более 365 тысяч записей. Также, в электронном виде у читателей есть доступ к статьям из периодических изданий, юридическим справочникам, полной базе патентов России.

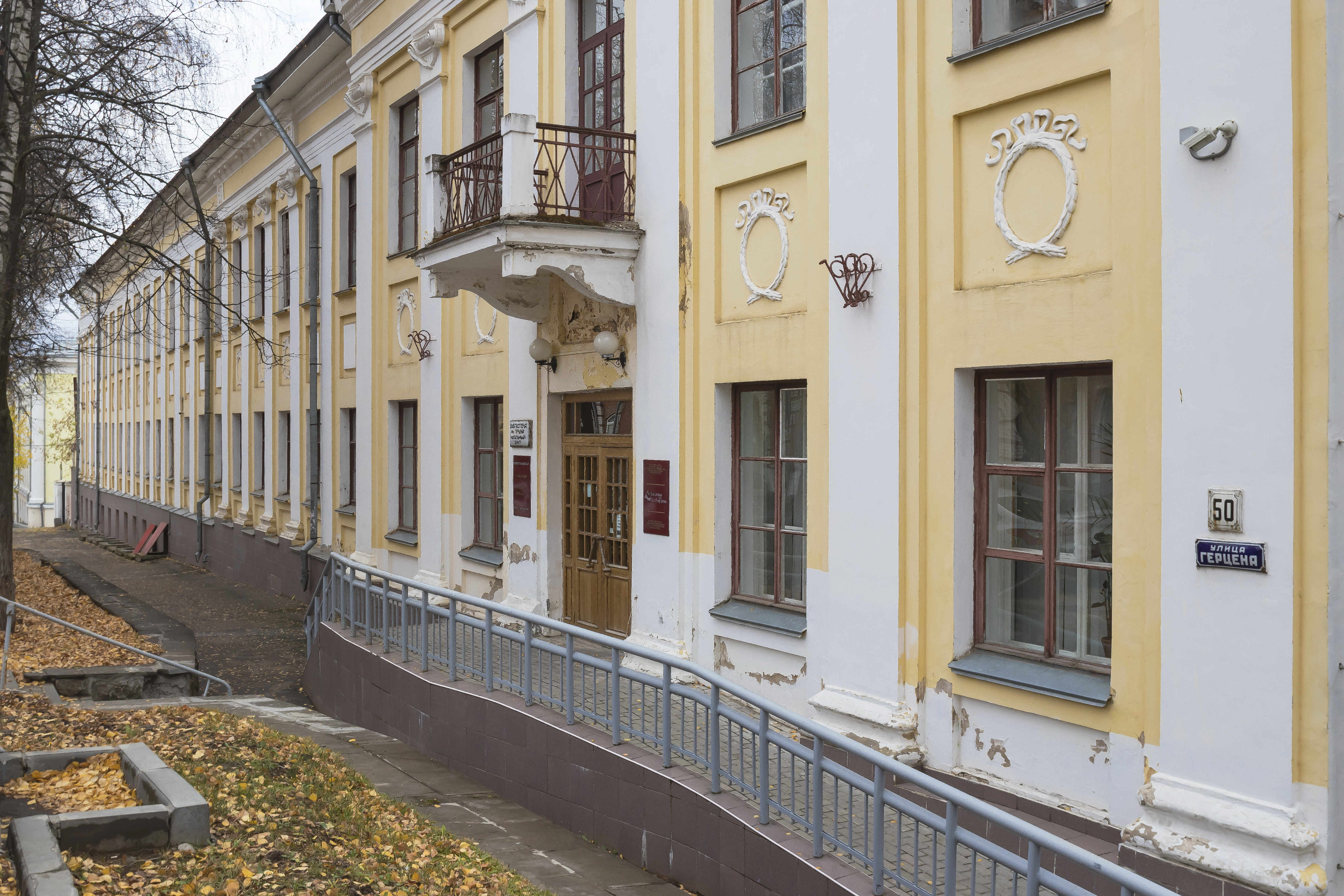
Центральный корпус

#### Отдел краеведческой литературы
В библиотеке действует старейший в России краеведческий отдел, открытый в октябре 1909 года. В нём собраны литература и материалы по истории города и края. В 1917 году, благодаря решительным действиям сотрудников библиотеки, были спасены и помещены в фонд отдела множество документов национализированных учреждений Вятки, в том числе собрания документов Вятского статистического комитета, Вятского губернского и уездного земств, Вятской епархии и многих других.
Сегодня в отделе собрана уникальная в своём роде полная коллекция краеведческих документов по истории края, начиная с 1828 года, — «Память Вятки», аналогов в России она не имеет. Материалы краеведческого отдела часто используются для написания научных работ по истории края, здесь работают учёные и исследователи не только из России, но и из других стран мира.
С 1962 года при отделе работает клуб «Краеведческий четверг».

#### Отдел гуманитарной литературы
Был организован в 1965 году как специализированный читальный зал. Сейчас является самым посещаемым отделом Герценки. Включает в себя собрания изданий по философии, филологии, языкознанию, праву, истории и другим гуманитарным наукам, а также художественную литературу. Главной задачей отдела является обеспечение населения литературой гуманитарного толка, максимальное содействие процессу образования и повышения квалификации студентов и работников. С 1973 года при отделе действует клуб «Вятские книголюбы» имени Е. Д. Петряева.

#### Отдел литературы по искусству
Был образован в 1925—1926 годах на основе театрально-нотного фонда, выведенного из общего библиотечного фонда. Сейчас в нём представлены свыше 120 тысяч единиц хранения, включающих книги, альбомы и журналы по кино, музыке, театру, прикладному искусству и т. п. Нотный фонд составляет около 78 тысяч экземпляров, из которых 10 тысяч относятся к концу XIX — началу XX века. Изотека насчитывает более 25 тысяч единиц хранения.

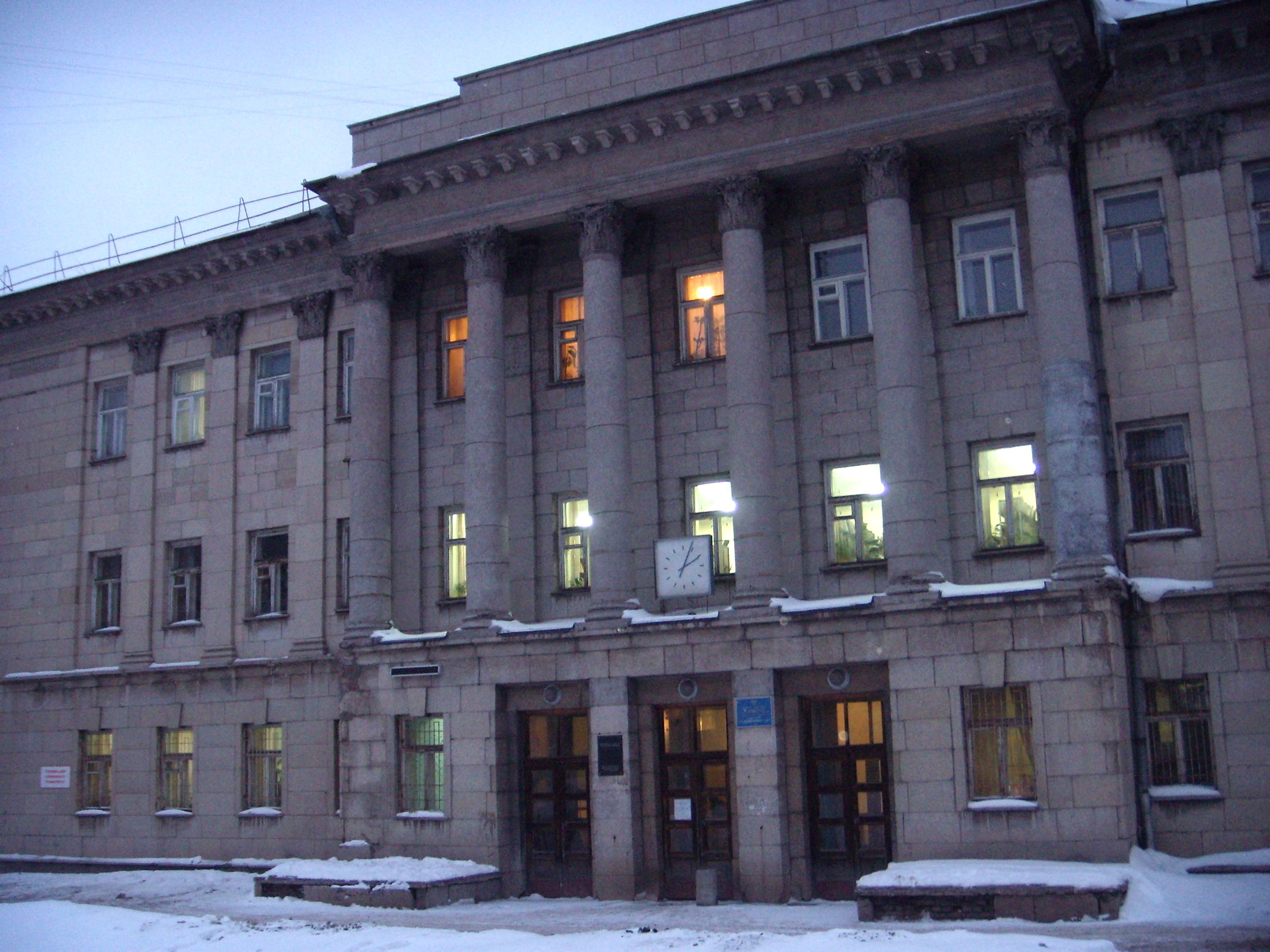
Здание отдела иностранной литературы до 2011 года.

#### Отдел литературы на иностранных языках
Изначально был открыт как иностранно-нотный отдел в 1939 году, затем был преобразован в специализированный отдел литературы на иностранных языках. Насчитывает свыше 40 тысяч единиц хранения на 50 языках, в том числе словари, методическая и художественная литература, периодика, издания на электронных носителях. На базе отдела были созданы Немецкий культурный и учебный центр и Польский клуб, работает детский сектор.

#### Отдел экономической, технической и естественнонаучной литературы
Создан в 1957 году как отдел технической литературы. В 1998 году был объединён с фондом литературы по всем экономическим дисциплинам. В 2009 году объединён с отделом естественно-научной, сельскохозяйственной и медицинской литературы.
Включает как книжную литературу, так и крупнейшее собрание нормативно-технической документации, в том числе ГОСТы, СанПиНы и т. п. В собрание входит уникальный полный комплект всех российских патентов. Работают как предметных каталог, так и электронные системы поиска.

### Клубы

#### «Краеведческий четверг»
Клуб образовался на базе отдела краеведческой литературы как объединение творческих людей, заинтересованных в развитии краеведения Вятского края. Первое заседание клуба состоялось 18 октября 1962 года.
В рамках клубах обсуждаются доклады по проблемам вятской истории и культуры, местная краеведческая литература. Клуб дал начало другому объединению — «Вятским книголюбам». Из «краеведческих четвергов» появились ставшие традиционными Салтыковские, Герценовские и Гриновские чтения. Ведётся активное сотрудничество с Центром экологической информации и культуры и Арт-Центром.

#### «Вятские книголюбы»
Клуб образован при отделе гуманитарной литературы в 1973 году. Инициатором создания и основателем был вятский краевед Евгений Дмитриевич Петряев (после смерти Петряева в 1987 году клуб носит его имя). Первое заседание состоялось 30 марта, на нём был представлен доклад Петряева «Книга в жизни общества». К 2008 году прошло уже более 400 заседаний клуба, представлено более 900 докладов.
Основное направление работы — краевое литературоведение и книговедение. В память об основателе каждые два года в рамках клуба проходят Петряевские чтения о проблемах этих двух направлений в Кировской области.

## Издательская деятельность
Первое печатное издание библиотеки — «Летопись Вятской публичной библиотеки» — была напечатана в газете «Вятские губернские ведомости» ещё в 1863 году при участии Петра Алабина. В дальнейшем стала постоянной практика ежегодных печатных отчётов о работе библиотеки, также собирается и структурируется информация о печатных изданиях региона. Освещается работа существующих при библиотеке клубов и центров.

### Статистическая литература
Библиотекой публикуется множество статистических изданий. Вятская книжная палата издаёт «Ежегодник вятских изданий», который содержит информацию обо всех печатных изданиях Кировской области за определённый год. Также публикуются отчёты о коллекциях библиотеки, таких как «ЗАРУБЕЖНАЯ КНИГА XVI ВЕКА», «Коллекция книг Ивана Игнатьевича Халтурина» и др.

### Научно-популярная литература
В рамках библиотеки работает множество творческих объединений в виде клубов и тематических центров. Осуществляемые ими исследования также в дальнейшем публикуются. Например, Сборник материалов десятых Салтыковских чтений, Научный-популярный альманах «Герценка: Вятские записки» и др.

### Методические и библиографические рекомендации
Библиотека издаёт много работ, посвящённых как библиотечному делу, так и его участию в современном обществе. Освещается работа выставок и конкурсов, связанных с библиотечным делом. Публикуются методические рекомендации для библиотек области.

## Руководители

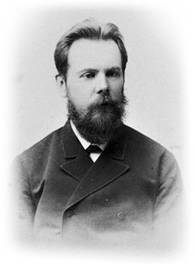
Александр Николаевич Луппов

- Луппов, Александр Николаевич (9 марта 1908 — октябрь 1918)[20]
- Лебедев, Александр Сергеевич (29 октября 1918 — январь 1920)[20]
- Гогель, Елена Владимировна (1 февраля 1920 — февраль 1922)[20]
- Гаркунов, Александр Иванович (февраль — апрель 1922)[20]
- Дрягин, Константин Владимирович (апрель 1922 — 1927)[20]
- Гусак, Клара Исааковна (октябрь 1927 — август 1930)[20]
- Ушаков, Николай Алексеевич (1930 — 1931)[20]
- Попов, Михаил Михайлович (сентябрь 1931 — апрель 1932)[20]
- Шихов, Степан Кузьмич (апрель 1932 — август 1937)[20]
- Шерстенников, Василий Иванович (1937)[20]
- Плюснин, Аркадий Григорьевич (ноябрь 1937 — сентябрь 1939)[20]
- Смирнов, Владимир Яковлевич (1939 — 1941)[20]
- Войханская, Клавдия Михайловна (июль 1941 — 1975)[20]
- Новосёлова, Мария Николаевна (февраль 1975 — май 2006)[20]
- Поздеев, Вячеслав Алексеевич (1 июня 2006 — 12 мая 2007)[20]
- Гурьянова, Надежда Павловна (с 17 мая 2007 года — март 2018)[20][нет в источнике]
- Стрельникова, Наталья Владимировна (с 2 марта 2018 года)[источник не указан 26 дней]

## Награды
- Переходящее Красное знамя Наркомпроса России и ЦК профсоюза (1944—1945 года)
- Диплом «Лучшая библиотека РСФСР» (ВДНХ, 1967 год)
- Почётная грамота Верховного Совета СССР (1974 год)
- Орден «Знак Почёта» (1987 год)
- Диплом победителя XXII Всероссийского конкурса научных работ по библиотековедению, библиографии и краеведению в номинации «Лучшая научная работа по краеведению. Библиотечный аспект» (2004—2005 года)
- Диплом победителя III и IV Всероссийского смотра-конкурса работ библиотек по экологическому просвещению (2000—2001 и 2005—2006 годов)

## Адреса
| Адреса | Адреса                   | Адреса                          |
| Современные здания | Современные здания       | Современные здания              |
| Название | Адрес                    | Координаты                      |
| --- | ------------------------ | ------------------------------- |
| Центральный корпус, Отделы литературы по искусству и дипозитарного хранения, Отделы литературы на иностранных языках и научной книги, Немецкий учебный и культурный центр, Издательский отдел | ул. Герцена,50           | 58°35′59″ с. ш. 49°39′58″ в. д. |
| Губернаторская библиотека | ул. Карла Либкнехта, 60  | 58°36′12″ с. ш. 49°39′50″ в. д. |
| «Центр семейного чтения» (Библиотека им. Горького) | Октябрьский проспект, 12 | 58°38′16″ с. ш. 49°37′12″ в. д. |
| Исторические здания |                          |                                 |
| Название | Адрес                    | Координаты                      |
| Дом П. Г. Аршаулова | ул. Дрелевского, 17      | 58°36′08″ с. ш. 49°40′57″ в. д. |
| Дом М. П. Филимоновой | ул. Герцена              | 58°36′01″ с. ш. 49°39′59″ в. д. |
| Дом Аверкия Перминова | ул. Дрелевского, 10-а    | 58°36′04″ с. ш. 49°40′47″ в. д. |
| Дом А. Суятина | ул. Дрелевского, 19      | 58°36′08″ с. ш. 49°40′47″ в. д. |
| Дом П. Г. Аршаулова | пер. Кооперативный, 4    | 58°36′08″ с. ш. 49°40′57″ в. д. |
| Дом С. Сунцова | ул. Дрелевского, 14      | 58°36′07″ с. ш. 49°40′35″ в. д. |
| Дом И. Я. Ухова | ул. Дрелевского, 32      | 58°36′06″ с. ш. 49°40′06″ в. д. |
| Дом Н. Москвитиновой | ул. Дрелевского, 23      | 58°36′08″ с. ш. 49°40′45″ в. д. |